# مختارنامه (مفتون)
مختارنامه منظومه‌ای است در ۵۰۰۰ بیت پیرامون شرح رشادت‌ها و مبارزات مختار ثقفی که عبدالرزاق بیک پسر نجفقلی خان دنبلی، متخلص به«مفتون» در دوران صفویه سروده‌است.